# قشلاق بشیر
قشلاق بشیر روستایی در دهستان خشک‌رود بخش مرکزی شهرستان زرندیه استان مرکزی ایران است.

## جمعیت
بر پایه سرشماری عمومی نفوس و مسکن در سال ۱۳۹۵ جمعیت این روستا ۹۰ نفر (۳۰خانوار) بوده‌است.